# Harry Potter och fången från Azkaban (spel)
Harry Potter och fången från Azkaban är ett spel som släpptes 2004, samtidigt då man släppte filmen Harry Potter och fången från Azkaban, den tredje filmen i serien om trollkarlen Harry Potter. Både spelet och filmen baseras på J.K. Rowlings Harry Potter och fången från Azkaban, den tredje romanen i serien om Harry Potter. Denna artikel berör både TV-spelen och PC-konsolen.

## Karaktärer
Karaktärerna kan skilja sig mellan de olika konsolerna. Det tredje spelet utmärker sig med att man kan spela alla de tre vännerna, men inte när man vill.

### Spelbara
- Harry Potter

Den trettonårige huvudpersonen i spelet. Han är medlem i elevhemmet Gryffindor, och hans bästa vänner är Ronald Weasley och Hermione Granger. Hans värsta fiender är Draco Malfoy, Severus Snape och Voldemort. Man använder sig av Harry den mesta speltiden. Harry är den ende som kan hoppa, och han är den snabbaste av dem på löpning (med undantag för PC-versionen).
- Hermione Granger

En av Harrys bästa vänner. Hon hjälper ibland Harry med hans lektioner. Hon anses vara en riktig besservisser. Hermione är den enda som kan krypa igenom små utrymmen och hon kan de flesta av trollformlerna (med undantag för PC-versionen).
- Ron Weasley

Harrys andra bästa vän. Ron är den ende som kan finna hemliga gångar och rum, något som han tydligen ärvt efter Fred och George (med undantag för PC-versionen).

### Icke spelbara
- Fred Weasley och George Weasley

Rons tvillingbröder. De är kända för sina bus. De har en butik på pojktoaletten i Gyffindortornet där Harry, Hermione och Ron kan köpa saker som stinkbomber, trollkarlskort och trollkarlsböcker för Bertie Botts bönor i alla smaker.
- Draco Malfoy

En av Harrys värsta ovänner. Han ses ofta tillsammans med sina kompanjoner Vincent Crabbe och Gregory Goyle. Draco kan ställa till med mycket trubbel för Harry. Draco skadas av Hagrids hippogriff, Vingfåle, i lektionerna i skötandet av magiska djur i spelet och är ivrig att se hippogriffen straffad.
- Albus Dumbledore

Hogwarts rektor. Dumbledore dyker sällan upp i det här spelet. Men han gör det mot slutet av dagen för att klargöra elevhemspoängen (med undantag för PC-versionen).
- Remus Lupin

Den nya läraren i försvar mot svartkonster. Lupin var en god vän till Harrys far, James Potter. Han är en varulv.
- Minerva McGonagall

Lärare i förvandlingskonst och Gryffindors föreståndarinna.
- Severus Snape

En mycket otäck lärare i trolldryckskonst och Slytherins föreståndare. Professor Snape verkar favorisera sina egna elever, och hatar tydligen gryffindorelever, särskilt Harry. Finns ofta nere i fängelsehålorna nära sitt klassrum.
- Filius Flitwick

Lärare i trollformellära och Ravenclaws föreståndare.
- Rubeus Hagrid

Harrys vän tillika halvjätte som numera håller i lektionerna i skötandet av magiska djur.
- Sirius Black

Fången från Azkaban. Har dömts felaktigt för mordet på tretton mugglare och en trollkarl och sänts till trollkarlsfängelset Azkaban tolv år innan Fången från Azkaban utspelas. Han är en animagus.

## Trollformler
- Alohomora (PC & Game Boy. Alla)

Den här formeln låser upp magiska lås. Harry använde sig av denna formel på sitt första och andra år på Hogwarts. Harry, Hermione och Ron kan allihopa använda den här trollformeln.
- Carpe Retractum (Harry: Game boy. Ron: PC)

Drar objekt till utövaren, eller utövaren till objektet. Bara Harry kan använda denna formel, med undantag för Ron som är den ende person som kan använda den i PC-versionen.
- Depulso (PC. Alla)

Den här formeln är uppgraderingen av Flipendo. Harry, Ron och Hermione kan använda formeln.
- Draconifors (Hermione: PC & Game Boy)

Förvandlar drakstatyer till riktiga drakar. Bara Hermione kan använda denna formel i PC-versionen.
- Expecto Patronum (Harry: PC & Game Boy)

Trollformel mot dementorer. Bara Harry kan denna formel, och han lär den sig av Lupin.
- Expelliarmus (Alla: Game Boy)

Harry lärde sig den i sitt andra år. Används i trollkarlsdueller. Då frammanar man en röd sköld som kastar tillbaka formeln motståndaren nyss kastat. Harry, Ron och Hermione kan använda den.
- Depulso (PC & Game Boy. Alla)

Den här formeln knuffar undan eller slår sönder saker, förlamar magiska kreatur och motståndare och knuffar till speciella märken i väggar eller golv så att något händer. Harry behärskar den här formeln i sitt första och andra år också. Harry, Ron och Hermione kan använda formeln.
- Glacius (Harry: PC. Hermione: Game Boy)

Fryser ned vatten och salamandrar, och speciella eldar. Bara Hermione (och Harry i PC-versionen) kan använda trollformeln.
- Lapifors (Hermione: PC & Game Boy)

Förvandlar kaninstatyer till riktiga kaniner. Bara Hermione kan använda denna formel i PC-versionen.
- Locomotor Mortis (Game Boy)

Prefekter kastar denna formel på Harry då de hittar honom vandrande i slottet nattetid eller på förbjudna områden. Det låser ihop hans ben och håller honom stående på samma plats till de kan skälla ut honom. Harry kan inte lära sig denna formel.
- Lumos Duo (Ron: Game Boy)

Ett ljus dyker upp i spetsen av trollstaven. Uppgradering av Lumos, vilken Harry kunde i sitt första och andra år. Ljuset får hinkypunker att bli solida och ghouler att retirera. Bara Ron kan använda denna formel.
- Reparo (Game Boy)

Lagar trasiga objekt. Bara Hermione kan använda denna formel.
- Rictusempra (PC)

Lamslår magiska kreatur och slår tillbaka motståndaren i trollkarlsdueller så att de förlorar liv. Harry lär sig denna formel i sin första lektion i försvar mot svartkonster.
- Wingardium Leviosa (Game Boy)

En formel som lyfter tunga föremål.

## Varelser
Dementorer (Alla)Dementorer är bland de värsta varelser som finns på jorden. De är klädda i svarta, långa klädnader. Det enda de lever för är att suga åt sig människors bästa minnen så att de värsta blir kvar. Har man otur kan de ge en en dementorkyss då de suger ut själen genom munnen.
Doxy (Alla utom PC)Blåskimrande, flygande varelser som har ett giftigt bett.
Eldsalamandrar (Alla)Dessa salamandrar är hett röda och andas eld på en. Om de fryses ned kan de inte andas mer eld, men de är fortfarande farliga. Eldsalamandrar lever så länge som elden därifrån de föds fortfarande brinner.
Flygande böcker (Alla)Små, flygande böcker flyger ut ur bokhyllorna och bits. Man kan förstöra dem med Flipendo (i PC-versionen), eller så kan man förvandla dem till möss och få några Bertie Botts bönor i alla smaker.
Ghouler (Alla utom PC)Ghouler är vanligen harmlösa varelser, men de kastar en massa föremål runt sig, och de kan attackera om de provoceras.
Hinkypunker (Alla utom PC)Konstiga varelser som hoppar runt på ett ben och ser ut att vara gjord av gas. De bär på en lykta med vilken de kan lura resande in i trubbel. De kan skjuta mot en.
Kopior av Monsterboken (Alla)Precis som flygande böcker, fast mycket större, och de kan skjuta mot en. De kan inte förvandlas till möss, utan skadas bara då de träffas i munnen. Notera att de i PC-spelet

## Handling
Harry Potter får veta att en farlig man, Sirius Black, har rymt från trollkarlsfängelset Azkaban, och han verkar vara efter Harry. Tillsammans med sina vänner Ron Weasley och Hermione Granger lär sig Harry de formler som behövs för att konfronteras med Black. Dock verkar Black inte alls vara den som alla säger att han är: Han dömdes till fängelse för att ha mördat tretton personer nästan tretton år tidigare, men den riktige mördaren, Peter Pettigrew, gömmer sig i formen av Rons husdjur, råttan Scabbers. Tillsammans med professor Lupin och Black trollar Harry, Ron och Hermione fram Pettigrews riktiga form, bara för att se honom fly då professor Lupin förvandlas till en varulv. Då de använder Hermiones tidvändare förflyttas Harry och Hermione tillbaka i tiden för att rädda Hagrids hippogriff Vingfåle. De använder honom för att rädda Black.